# Cabralia trifasciata
Cabralia trifasciata är en fjärilsart som beskrevs av Moore 1882. Cabralia trifasciata ingår i släktet Cabralia och familjen nattflyn. Inga underarter finns listade i Catalogue of Life.